# Stang (Einheit)
Stang war ein österreichisches Volumenmaß, auch mit Weyl benannt. Beim Längenmaß Stang war Weyl das kleinere Maß und fand ebenfalls als Holzmaß in den Salinen, wie Ischl, Hallstatt, Ebensee und andere, Anwendung. Für das Betreiben einer Sudpfanne wurden etwa 400 bis 470 m³ Brennholz pro Woche gebraucht, so dass sich der Gebrauch eines Holzmaßes anbot.

## Volumenmaß
- 1 Stang = 2 Fuß + 3,5 Zoll lang; 15 Fuß+ 7 Zoll hoch; 6 Fuß+2,5 Zoll Drählingslänge  (aufgeklaftertes Holz, die Dreilinge/Drehlinge, mit etwa 6 ½ Fuß Länge)
  - metrisch: 1 Stang = 6,726 Meter mal 4,924 Meter mal 1,96 Meter = 64,86 Kubikmeter
- Steiermark: 1 Stang = 1/6 Pfann = 136,435 Kubikmeter
- 6 Stang/Weyl  = 48 Rachel = 1 Pfann = 460 Kubikmeter (auch 462 Kubikmeter)

## Längenmaß
- 1 Stang = 2 Weyl = 8 Rachel = 6,807 Meter